# 万国津梁館
万国津梁館（ばんこくしんりょうかん、英語：Bankoku Shinryokan Okinawa Resort MICE Facility）は、沖縄県名護市にあり、東シナ海に面する沖縄県立のリゾートコンベンション施設である。部瀬名岬の先端に立地する。沖縄県により建設され、「九州・沖縄サミット」の首脳会合会場として2000年7月から使用が開始された。
名称はかつて首里城正殿にあった「万国津梁の鐘」(現在は沖縄県立博物館・美術館蔵)に由来する。
管理、運営は、財団法人沖縄観光コンベンションビューローが行なっている。世界中から取り寄せた建築素材に琉球瓦や琉球石灰岩、月桃紙など沖縄ならではの自然素材が使用されている。
会場が利用されていない日は無料で見学ができる。部瀬名岬の敷地内に入る際、入口警備に来館目的を伝える必要がある。サミットホールでは沖縄サミット時の様子の写真が展示されており、ホール内から東シナ海を一望することができる。
敷地内には小渕恵三元総理の像がある。2001年4月に小渕恵三、九州・沖縄メモリアル建立委員会によって建立された。
2007年4月から結婚式場としての利用も開始され、1日1組限定で「万国津梁館リゾートウエディング」を実施している。

## 施設
- サミットホール（面積441m2）、同時通訳室４ブース常設
  - シアター500席、スクール84卓（252席）、円卓23卓（230人）
- オーシャンホール（面積323m2、同時通訳室2ブース常設
  - シアター340席、スクール65卓（195席）、円卓16卓（160人）
- サンセットラウンジ（面積180m2）
  - ソファー席29席
- ビジネスルーム（面積36m2）
  - ワークデスク、複合機、電話機　常備
- 貴賓室（面積40m2）
  - ソファー席8席
- カフェテラス（面積144m2）
- 駐車場130台（普通車）

## 実績
- 2000年 九州・沖縄サミット首脳会合（G8サミット）
- 2002年 沖縄平和賞授賞式（以後2年毎に行われている）
- 2004年 第3回日本・太平洋諸島フォーラム首脳会議（太平洋島サミット）
- 2005年 第46回米州開発銀行（IDB）年次総会レセプション
- 2006年 第4回日本・太平洋諸島フォーラム首脳会議（太平洋島サミット）
- 2008年 洞爺湖サミット科学技術大臣会合
- 2008年 第1回日中不動産サミットフォーラム
- 2008年 第12回島嶼観光政策フォーラム
- 2010年 第8回APEC電気通信・情報産業大臣会合（TELMIN）

その他、各種学会、フォーラム、シンポジウム、レセプション、各種企業展示発表会、各種企業周年記念、各種団体総会等が数多く行なわれているが、主催者により、公表はされていない。

## アクセス
- 自動車
  - 那覇空港より国道58号線にて約60km、車で約90分。
  - 那覇空港自動車道・沖縄自動車道利用（豊見城・名嘉地I.C～西原JCT(沖縄自動車道)～許田I.C）約65分。
- 路線バス
  - ブセナリゾート前下車徒歩20分（坂を上がるので徒歩では厳しい箇所もある）。
  - 那覇空港発：120番
  - 那覇バスターミナル発：20番

- 空港リムジンバス・エアポートライナー
  - ザ・ブセナテラスビーチリゾート下車徒歩3分。